# Золоті галушки
Золоті галушки  («золоті кльоцки», араньгалушка, угор. aranygaluska) — класичний угорський десерт, випічка з дріжджового тіста у формі галушок чи булочок, посипаних меленим волоським горіхом або мигдалем та родзинками. Золоті галушки сервірують із ванільним соусом чи шодо.
Тісто, що піднялося, для «золотих галушок» розкочують, потім вирізають з нього круглою виїмкою кружечки або відщипують грудочки. Їх складають у змащену форму для випікання шарами один на одного, промазуючи розтопленим вершковим маслом і посипаючи горіхами та родзинками, і перед випіканням залишають підійти. Готові «золоті галушки» відразу поділяють друг від друга, не давши охолонути.
Вважається, що золоті галушки угорські іммігранти привезли до США, де цей рецепт трансформувався у мавпячий хліб.